# Tropidurus etheridgei
Espèce
Tropidurus etheridgei est une espèce de sauriens de la famille des Tropiduridae.

## Répartition
Cette espèce se rencontre :
- au Brésil dans le Mato Grosso ;
- en Bolivie dans les départements de Beni, de Cochabamba, de Chuquisaca, de La Paz, de Santa Cruz et de Tarija ;
- au Paraguay ;
- en Argentine dans les provinces de Formosa, du Chaco, de Córdoba, de La Rioja, de San Luis et de Corrientes.

## Étymologie
Cette espèce est nommée en l'honneur de Richard Emmett Etheridge.

## Publication originale
- Cei, 1982 : A new species of Tropidurus (Sauria, Iguanidae) from the arid Chacoan and western regions of Argentina. Occasional papers of the Museum of Natural History, the University of Kansas, n. 97, p. 1-10 (texte intégral).